# Cyanerpes
Cyanerpes là một chi chim trong họ Thraupidae.

## Hình ảnh

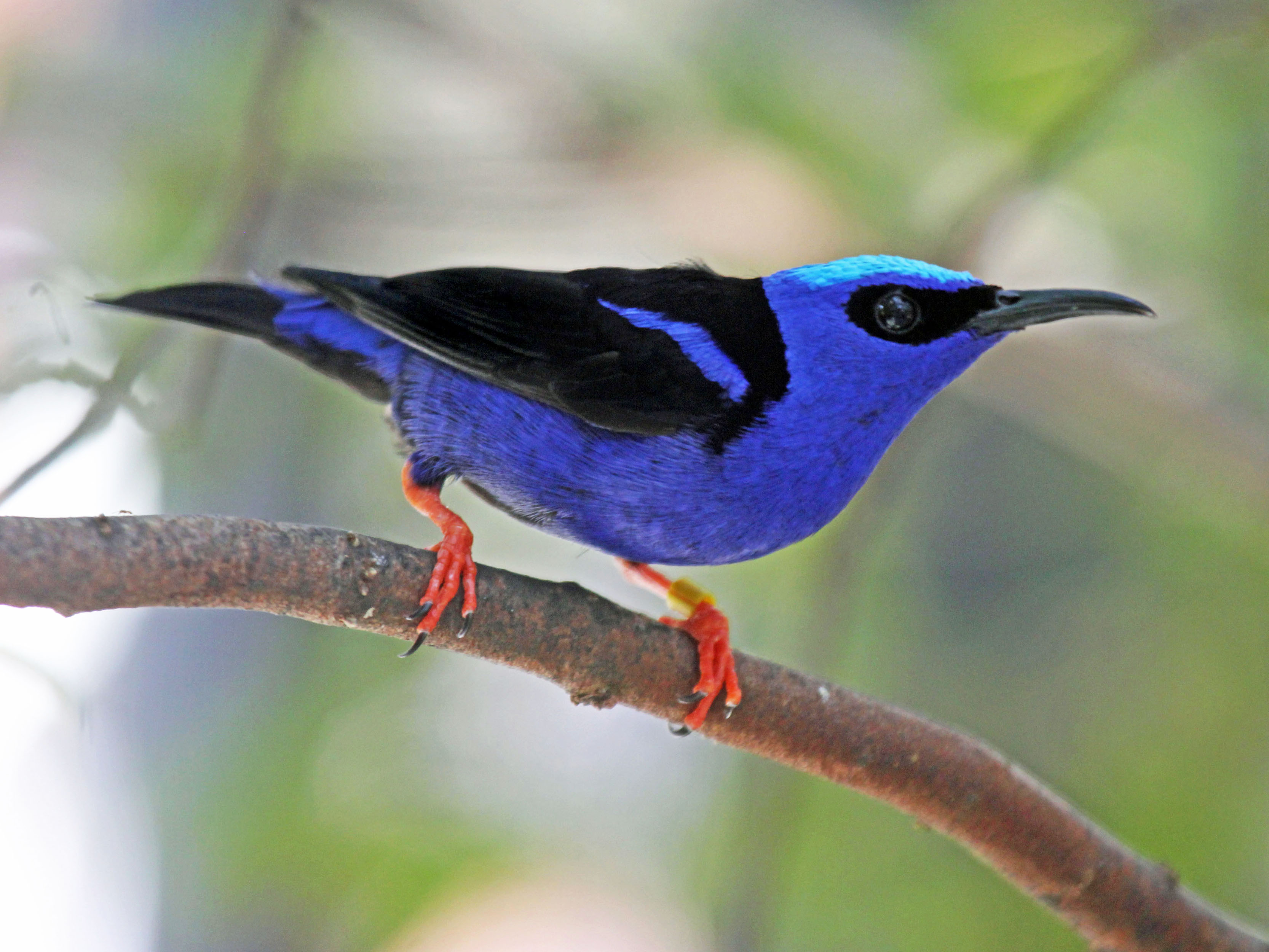
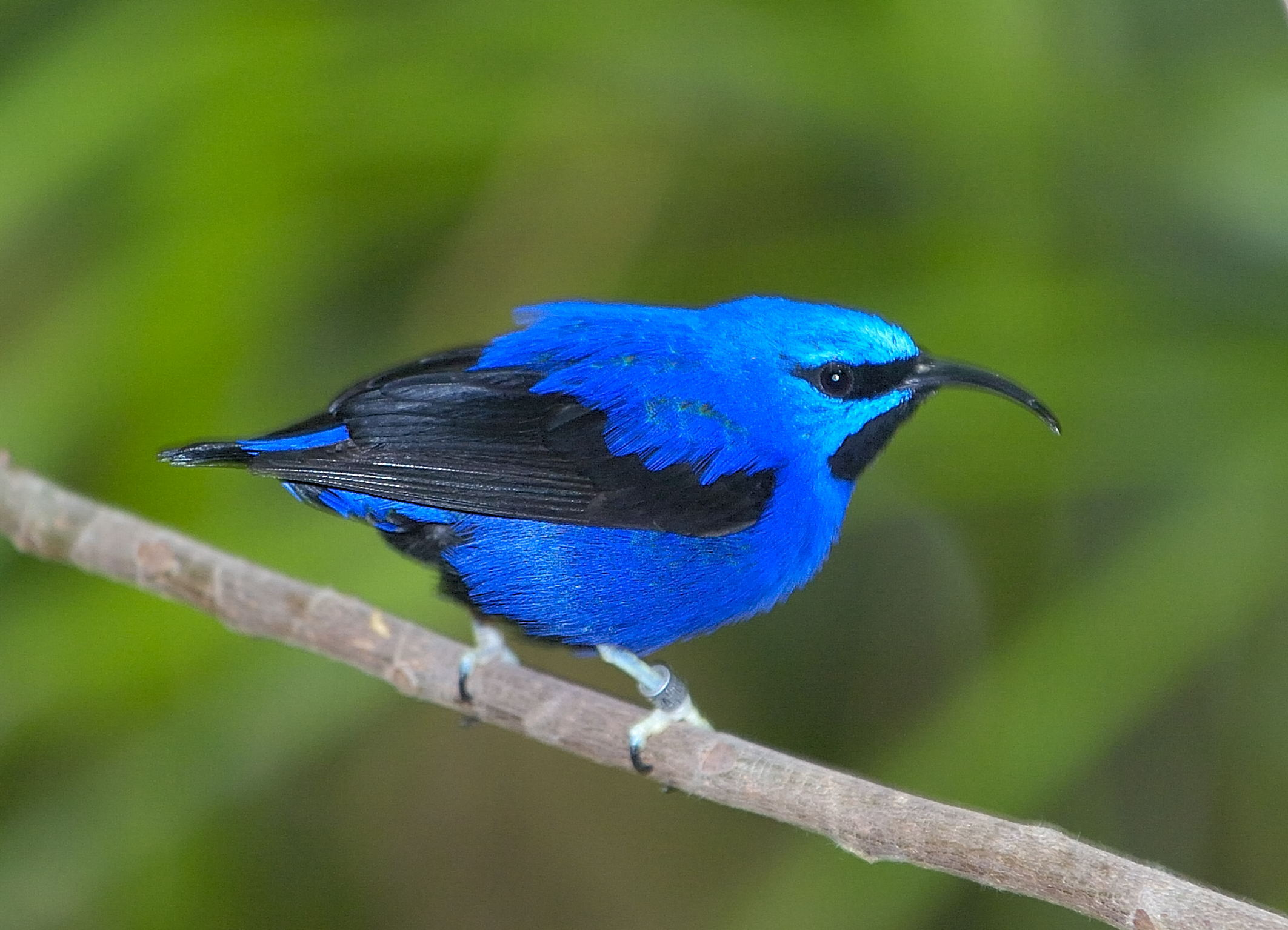
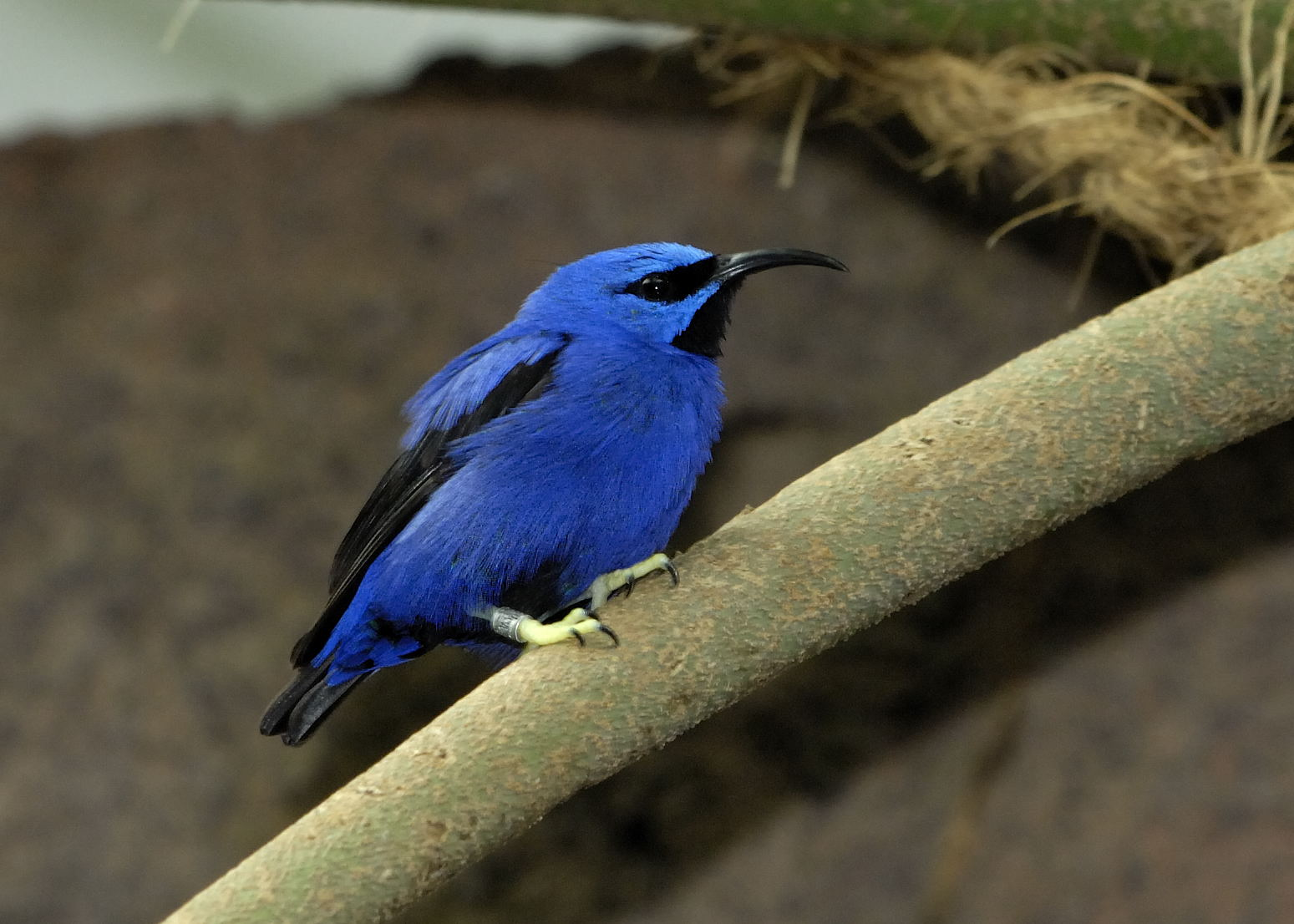